# 岡本重之
岡本 重之 （おかもと しげゆき、慶安4年（1651年） - 宝永8年2月20日（1711年4月7日））は、江戸時代前期の武士。赤穂藩浅野氏の家臣。大阪留守居役400石。通称は次郎左衛門（じろうざえもん）。
浅野家臣である大石信澄（450石）の次女べん（元禄3年（1690年）12月6日に20歳で死去）を妻に持ち、赤穂浪士の一人である大石信清（信澄の二男）の義兄にあたる。
元禄14年（1701年）3月14日の刃傷事件があったのち、筆頭家老大石良雄の指示により大阪藩邸を引き払い、4月10日に赤穂へ戻った。『江赤見聞記』によると赤穂城開城前に大石良雄に神文血判書を提出した79人の1人として名前が挙がっているが、他の書にはその名は除かれている。いずれにしても赤穂城開城後は伏見に移住して大石良雄らによる浅野家御家再興運動に助力している。しかし、元禄15年（1702年）7月、浅野長矩の弟浅野長広の広島浅野宗家への永預けが決まり、浅野家再興が絶望的となった。大石良雄は仇討計画に切り替えるため、一度神文返しをして脱盟希望者を募ると岡本は脱盟した。
その後は山城国乙訓郡で暮らし、宝永8年2月20日に死去した。享年61。嵯峨称念寺に改葬された。法号真堂義融居士。